# Йоланта Антас
Йоланта Антас (пол. Jolanta Antas; нар. 20 лютого 1954, Щецин) — польська науковиця, професорка лінгвістики в Ягеллонському університеті в Кракові.

## Біографія
У 1977 році закінчила Ягеллонський університет за спеціальністю «польська філологія». У 1986 році захистила докторську дисертацію, у 1999 стала габілітованим доктором наук. З 2014 — професор гуманістичних наук.
У 1980 році вступила до «Солідарності»
З вересня 1980 до 1989 року належала до незалежного видавничого руху. З 1982 року була авторкою, редакторкою і рецензенткою статей у «Hutnik» та «Miesięcznik Małopolski».

## Наукова діяльність
Опублікувала дві монографії на тему брехні та заперечення: O mechanizmach negowania (Kraków 1991), та O kłamstwie i kłamaniu (Kraków 1999).
«Про брехню та брехання» (O kłamstwie i kłamaniu) — перша польська книга, присвячена явищу брехні у процесі вербальної комунікації. Тема тісно пов'язана з логікою та філософією у лінгвістиці. 
З 2005 року — Голова Інституту теорії комунікації на Факультеті польської мови та літератури Ягеллонського університету. Проводить дослідження прагматичних та семантичних аспектів заперечення і брехні. З групою колег працює над дослідженням під назвою «Карта польських висловів».
Брала участь у конференції GESPIN 2009 «Gesture and Speech in Interaction».

## Нагороди
- 2011 — Медаль «Незломним у слові»[6]
- 2012 — Кавалерський хрест Ордену Відродження Польщі[7][8]